# Бёде, Даниель
Даниель Бёде (венг. Böde Dániel; род. 24 октября 1986, Сексард) — венгерский футболист, нападающий клуба «Пакш».

## Карьера
Клубная карьера
Воспитанник клуба «Пакш», с которым в 2006 году подписал первый контракт, который продлил в 2010 году. Перейдя в «Ференцварош» в 2012 году стал лучшим бомбардиром команды в сезоне-2012/13, забив 17 мячей. Выиграл с командой чемпионат и дважды Кубок Венгрии. Забив в сезоне-2015/16 17 мячей, прибавил к чемпионскому титулу звание лучшего бомбардира.
Сборная Венгрии
Играл за молодёжную сборную Венгрии. За сборную Венгрии дебютировал 6 февраля 2013 года в товарищеском матче против сборной Беларуси. Забил 2 мяча в важнейшем мачте отборочного турнира ЧЕ-2016 против сборной Фарерских островов. Вошёл в заявку сборной на финальный турнир чемпионата Европы.

## Достижения
Командные
«Ференцварош»
- Чемпион Венгрии: 2016
- Обладатель Кубка Венгрии: 2015, 2016

Личные
- Лучший бомбардир чемпионата Венгрии: 2015/16 (17 голов)